# Università delle Azzorre
L'Università delle Azzorre (in portoghese: Universidade dos Açores), o comunemente abbreviata in UAç, è l'unica università pubblica nella Regione autonoma delle Azzorre, fondata il 9 gennaio 1976, due anni dopo la Rivoluzione dei garofani ma prima che la Terza Repubblica portoghese fosse istituzionalizzata, insieme all'Autonomia della Regione. L'università è un'istituzione pubblica dipendente dal Ministero della Scienza, della Tecnologia e dell'Istruzione superiore ed è stata creata per promuovere lo sviluppo sostenibile e l'istruzione superiore nelle Azzorre.

## Storia
L'istituzione dell'Università delle Azzorre si sviluppò da un periodo di politica autonoma legata ai movimenti separatisti che si sviluppò nella seconda metà del 1975. Sebbene non completamente responsabili, gli eventi successivi alla Rivoluzione dei Garofani fornirono le condizioni necessarie per la creazione dell'università. A causa di un livello di disordine accademico nel continente, che ha costretto alla chiusura di molte università, molte delle famiglie più abbienti hanno mandato i loro figli negli Stati Uniti o in Canada per poter completare gli studi. Fu durante questo periodo post-rivoluzionario che fu discussa l'idea di creare un'istituzione locale di apprendimento superiore. Un piccolo gruppo di accademici d'élite ha esplorato alternative per ridurre costi, distanze e ridurre l'impatto della centralizzazione del governo nazionale. Fu in quel momento che il governo centrale suggerì la creazione di un Centro Universitario, cosa che il presidente della giunta regionale, il generale Altino de Magalhães, rifiutò di considerare poiché riteneva che la comunità avrebbe accettato solo l'istituzione di un'università formale.
Un gruppo di lavoro è stato istituito con ordinanza ministeriale 414/75, il 14 ottobre 1976, per discutere le questioni e fornire soluzioni. Il 9 gennaio 1976, il Decreto 5/76 è stato promulgato per istituire l'Instituto Universitario di Açores (Istituto universitario delle Azzorre), in un'atmosfera di regionalizzazione che ha favorito la creazione di istituzioni locali / regionali responsabili dell'insegnamento, della ricerca, dello sviluppo culturale e dei servizi per la comunità. L'intento dell'Atto era di rispondere al processo di democratizzazione in via di sviluppo durante il periodo post-Rivoluzione dei Garofani, e consentire lo sviluppo di un equilibrio regionale tra il continente e le istituzioni regionali. Il 25 luglio 1980, la promulgazione del decreto legge 252/80, formalizzò la costituzione di un istituto di istruzione superiore, a cui la comunità cominciò a fare riferimento come l'Università delle Azzorre.

## Struttura
Per fornire efficacemente i servizi educativi alla popolazione regionale, l'università ha aperto tre campus, a Ponta Delgada (São Miguel), Angra do Heroísmo (Terceira) e Horta (Faial), organizzati in dipartimenti e scuole per fornire essenzialmente istruzione e ricerca. Oltre al campus principale di Ponta Delgada, che offre una concentrazione di varie discipline, gli altri due campus hanno fornito una formazione specializzata in scienze agrarie e oceanografia.
Fin dalla sua fondazione, l'università ha avuto quattro rettori, tra cui l'attuale è il dott. Avelino de Freitas de Meneses, professore di storia insulare dell'Atlantico.